# 正宗 (日本刀匠)

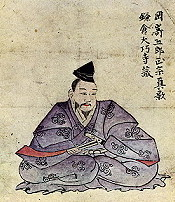
鎌倉・大巧寺傳來的正宗像

正宗（日语：／ Masamune），全名「岡崎五郎入道正宗」，是在鐮倉時代末期到南北朝時代初期的刀工。他被稱為「五郎入道正宗」、「岡崎正宗」、「岡崎五郎入道」，是日本戰刀歷史上最著名的人之一。正宗確立了「相州傳」的作風，弟子眾多。民間流傳下來各種有關正宗的傳說軼事，並發展成為故事。「正宗」一名已經成為日本刀的代名詞，對後世刀工影響深遠。

### 延伸閱讀
- 特別展図録『名物刀剣 宝物の日本刀』根津美術館、富山県水墨美術館、佐野美術館、徳川美術館、2011
- 特別展図録『特別展正宗 日本刀の天才とその系譜』、佐野美術館、富山県水墨美術館、徳川美術館、根津美術館、2002

## 外部連結
- 名刀正宗、その子孫が鎌倉で包丁を製作しているって本当？ （页面存档备份，存于）
- 正宗工芸製作所 （页面存档备份，存于）